# Alianza público-privada

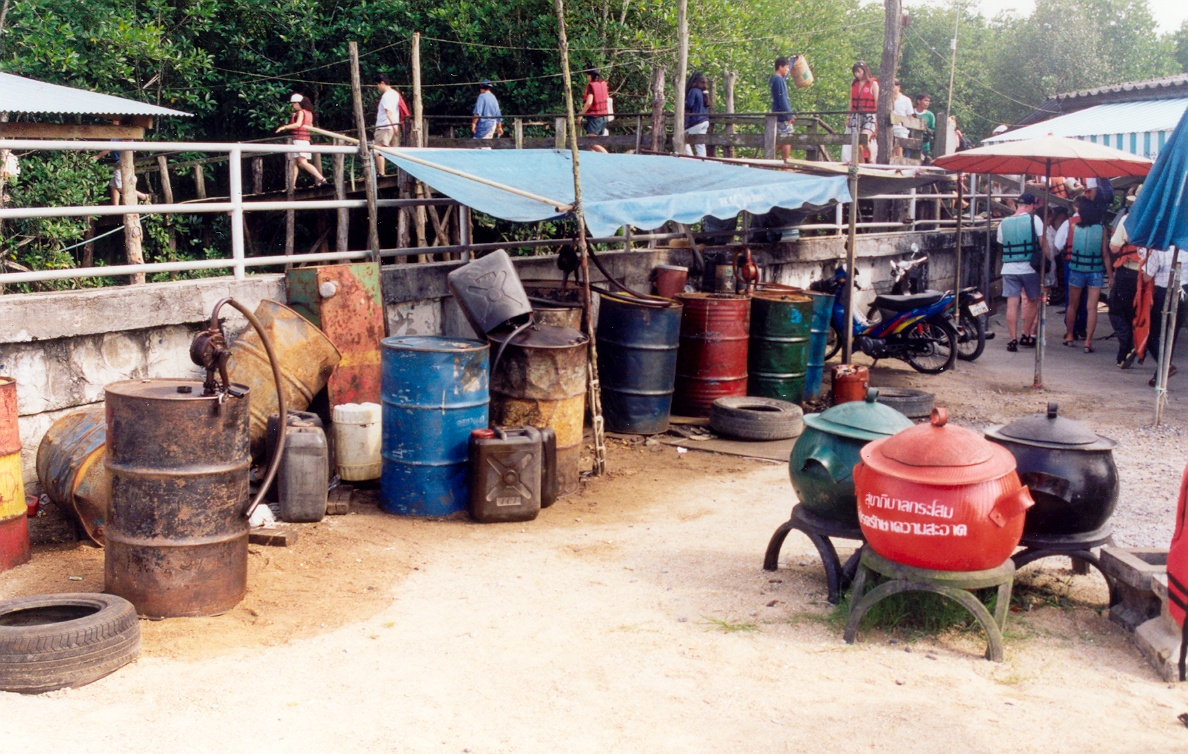
Separación de residuos en Tailandia. La gestión de residuos es un servicio público que frecuentemente se presta a través de una colaboración público-privada.

Una alianza público privada, colaboración público privada (España), asociación público privada, asociación público privado (Colombia, Ecuador, El Salvador, Guatemala, Nicaragua y Panamá) o iniciativa público privada (escrito frecuentemente con guion y a veces sin él) es un acuerdo entre al menos un actor del sector público y al menos un actor del sector privado para la construcción/rehabilitación de un activo físico o prestación de un servicio público. Estos acuerdos suelen abreviarse en español con las siglas APP (invariables ya sea singular o plural) y en inglés, con PPP (Public-Private Partnerships), P3 o 3P en singular y PPPs en plural.
Los poderes públicos han utilizado diferentes combinaciones de esfuerzos públicos y privados a lo largo de la historia. Sin embargo, desde 1970 se observa en el mundo una clara tendencia a hacer un mayor uso de diversas fórmulas APP.Dado este interés, el Banco Mundial posee una base de datos de colaboraciones público-privadas concretas que ha sido mejorada y publicada por investigadores para facilitar análisis económicos.

## Definiciones
No hay consenso sobre cómo definir una APP. El término cubre múltiples tipos de acuerdos, que prácticamente siempre se plasman en contratos a largo plazo, que las dos partes firman tras haberlos negociado, y donde se especifican los riesgos que asume cada parte, las condiciones en que se prestará el servicio, la financiación y los requerimientos de transparencia. Como concepto, la APP está relacionada con la privatización (pero no es lo mismo) y la externalización de servicios públicos.
El concepto APP engloba al menos cinco familias de posibles acuerdos, una de las cuales es el contrato de infraestructura a largo plazo según el modelo de Iniciativa de Financiación Privada (PFI por sus siglas en inglés) del Reino Unido. En algunos países se utilizan más unos tipos de acuerdos que en otros, y la legislación puede recoger algunas fórmulas de APP y no otras. Las fórmulas empleadas también pueden variar a lo largo del tiempo.
Un estudio de 2013 publicado en la revista State and Local Government Review halló que las definiciones de APP varían ampliamente entre las municipalidades: «Muchos cargos públicos y privados tildan de APP cualquier conjunto de actividades cuando en verdad la relación es contractual, una franquicia, o la cesión de un servicio público previamente existente a una empresa privada o entidad sin ánimo de lucro.» Un término más general para tales acuerdos es «prestación compartida de servicios» —las municipalidades se asocian entre sí, y con empresas privadas o entidades sin ánimo de lucro, para prestar servicios a los ciudadanos.
El Ministerio de Producción, Empleo y Competitividad de Ecuador define la APP como «un modelo de gestión delegada por el cual el Gobierno Central o los Gobiernos Autónomos Descentralizados, encomiendan a una empresa privada la ejecución de un proyecto público específico y su financiamiento total o parcial, para la provisión de bienes, obras o servicios, a cambio de una contraprestación por su inversión, riesgo y trabajo.»
La Internacional de Servicios Públicos, un sindicato opuesto a las APP, las define en un informe como «un contrato celebrado entre el Gobierno y una empresa privada en virtud del cual una empresa privada financia, construye y gestiona algún elemento de un servicio público; y la empresa privada cobra a lo largo de varios años, ya sea mediante las tasas abonadas por los usuarios, o mediante pagos de la autoridad pública, o una combinación de ambos»
Las APP para construir o gestionar infraestructuras (aunque siempre debe tenerse en cuenta que el objetivo final de la APP no es construir la infraestructura, sino prestar un servicio público a través de ella) se pueden entender a 5 niveles: como un proyecto en particular, como una forma de llevar a cabo proyectos, como un mandato de la Administración, como una herramienta de los poderes públicos o como un fenómeno cultural más amplio. Las diferentes disciplinas destacan diferentes aspectos de las APP: la ingeniería y la economía aplican un enfoque utilitarista, funcional, destacando aspectos como entrega del proyecto y valor por dinero, comparándolos con los medios tradicionales de construir grandes infraestructuras. En cambio, los administradores públicos y los politólogos tienden a ver las APP más como una denominación de políticas y una herramienta útil para que los gobiernos alcancen sus objetivos.

## Características generales
Una asociación público privada no tiene que vehicularse necesariamente a través de una sociedad (empresa) de capital público y privado o sociedad de economía mixta (se usa a veces, de forma no totalmente correcta, el término "sociedad mixta", que tiene un significado más amplio). Puede vehicularse también a través de una concesión, un contrato de servicios, una encomienda de gestión u otras fórmulas.
Son comunes en las APP el reparto de los riesgos y el desarrollo de relaciones innovadoras a largo plazo entre el sector público y el privado, donde los distintos riesgos tienen que recaer en la parte que mejor puede gestionarlos. El uso de financiación privada es otra clave de muchas APP especialmente cuando se trata de megaproyectos, particularmente en las influidas por el modelo PFI del Reino Unido, aunque esta faceta ha languidecido desde la crisis financiera de 2008.
Habitualmente se constituye una empresa para cada gran operación APP. En inglés recibe los nombres de Special Purpose Entity, SPE o Special Purpose Vehicle, SPV (Entidad o Vehículo de propósito especial). En español normalmente es una UTE (Unión Temporal de Empresas), también llamada unión accidental de empresas. Esta compañía se constituye para construir, desarrollar, mantener y operar el proyecto durante el periodo que el contrato establece. Cuando la administración pública ha invertido directamente en los activos, obtiene (aunque no siempre) una cantidad de acciones en la empresa. Normalmente forman el consorcio una empresa constructora, una compañía de mantenimiento e inversores en el accionariado. Es la SPE la que firma el contrato, tanto con la administración pública como con sus distintos proveedores, para construir y mantener la infraestructura. En el sector de infraestructuras los complejos acuerdos y contratos que garantizan y aseguran el flujo de caja hacen a las APP excelentes candidatas a la financiación de proyectos. Un ejemplo típico de APP sería la construcción de un hospital por un empresario privado que luego es alquilado con opción a compra (leasing) a la autoridad sanitaria. El empresario actúa como casero, proporcionando el mantenimiento general del edificio y otros servicios no médicos, mientras que los servicios médicos son proporcionados por el propio hospital.

## Teoría económica
La teoría económica ha estudiado las APP bajo el prisma de la teoría de los contratos. El primer estudio teórico sobre APP fue llevado a cabo por el premio Nobel de economía Oliver Hart. Desde el punto de vista de la teoría económica, lo que distingue a una APP del modelo tradicional (MT) de contratación pública para el caso de las infraestructuras es que la APP empaqueta las fases de construcción y operación, mientras que en el MT la administración contrata con una empresa la construcción, y luego es esa administración quien opera la infraestructura, o bien encarga su operación a una empresa distinta. Por ello la APP, cuando construye, tiene fuertes incentivos para invertir pensando en la fase de operación (puede, por ejemplo, emplear materiales con los que salga más caro construir, pero mucho más barato mantener). Este modo de invertir puede ser deseable (como en el ejemplo citado), pero también indeseable (si, además de reducir los costes de operación, disminuye la calidad del servicio). Se da por tanto un trade-off, una situación en la que una ventaja en precio supone una desventaja en calidad, y viceversa, por lo que se debe llegar a una solución de compromiso en que se maximicen las variables que más interesan hasta donde sea admisible. Depende entonces de la situación particular si es preferible el modelo tradicional o una APP.
Esta visión de Hart se ha ampliado en varias direcciones. Por ejemplo diversos autores han estudiado las externalidades entre las fases de construcción y operación, los seguros cuando las empresas muestran aversión al riesgo y los incentivos de las APP para innovar y recopilar información.

## Contratos de infraestructuras a largo plazo
Las APP implican a menudo un contrato entre una autoridad del sector público y una parte privada, en la cual la parte privada proporciona un servicio público y asume riesgos sustanciales de tipo técnico, financiero u operacional. En algunos tipos de APP el coste del servicio es sufragado exclusivamente por sus usuarios y no por el resto de los contribuyentes. En otros tipos (especialmente el PFI), sobre la base de un contrato con el sector público, el sector privado realiza una inversión en capital para proporcionar un servicio público cuyo coste es total o parcialmente soportado por la Administración pública.
La contribución del sector público a una APP puede ser en especie, ya sea transfiriendo la propiedad o permitiendo el uso de bienes públicos) o elementos de infraestructura. En proyectos que tienen como objeto la creación de tales bienes públicos, el Estado puede proveer un subsidio, ya sea a través de una donación para los gastos de capital o para los ingresos (lo que puede consistir en exenciones de impuestos totales o parciales, o en la garantía de ingresos mínimos por un cierto periodo). En todos los casos la APP supone una significativa transferencia de riesgos al sector privado, generalmente de manera integrada, minimizándolos para la parte pública. Un óptimo reparto de los riesgos es el principal generador de valor para la fórmula APP de proporcionar un servicio público. De acuerdo con un informe del Banco Interamericano de Desarrollo, «es la participación en la financiación con riesgo lo que vincula de manera efectiva a la parte privada y sus bancos con el buen comportamiento de la infraestructura».
Los partidarios de las APP sostienen que esta fórmula permite al sector público aprovechar la experiencia y la eficiencia del sector privado para proporcionar determinados servicios que tradicionalmente han sido suministrados por el sector público. Otra ventaja aducida es que la APP puede estructurarse de manera que la Administración pública que desee hacer una inversión de capital no tenga que aumentar su deuda (por ejemplo, se concede una licencia a una empresa privada para construir y explotar una presa durante 20 años, al cabo de los cuales dicha presa revertirá al dominio público). Al contrario, es la parte privada de la APP la que se endeuda. En los proyectos donde el coste del servicio será sufragado exclusivamente por el usuario final, la APP es, desde la perspectiva del sector público, un método extrapresupuestario de financiar nuevos servicios públicos o la mejora de los existentes. En cambio, en proyectos donde se prevé que la parte pública compense a la privada a través de pagos por disponibilidad cuando el servicio se preste efectivamente, la financiación ya es presupuestaria desde la perspectiva del sector público. Sin embargo, la administración pública que se acoja a tal forma se beneficiará de largos aplazamientos de los pagos (no tendrá que poner dinero en cuanto se empiece a construir la infraestructura, sino cuando entre en funcionamiento). Generalmente los costes de financiación serán mayores para la APP que para la administración pública, por el mayor coste del capital para el sector privado. No obstante, estos mayores costes de financiación pueden compensarse con una mayor eficiencia del sector privado, ahorros resultantes de enfocar holísticamente la prestación del servicio, y por la mejor asignación de riesgos a largo plazo.

## Orígenes
La presión para cambiar el modelo tradicional de prestación de servicios públicos vino de la preocupación por los niveles de deuda pública, que creció rápidamente durante las crisis del petróleo de 1973 y 1979. Los gobiernos trataron de fomentar la inversión privada en infraestructuras, inicialmente basándose en falacias contables derivadas del hecho de que las cuentas públicas no distinguían entre gastos recurrentes y gastos de capital.
La idea de que el suministro privado de infraestructuras representaba una manera de proporcionarlas sin coste para el contribuyente ha sido ya abandonada; sin embargo persistió el interés en las alternativas al modelo tradicional de aprovisionamiento público. En particular se ha sostenido que los modelos con un mayor papel del sector privado, con una sola empresa asumiendo la responsabilidad de la mayoría de los aspectos de un proyecto concreto, podían mejorar la asignación de riesgos a la vez que se mantenía la posibilidad de rendir cuentas por los aspectos esenciales de la provisión del servicio.
Al principio la mayoría de las APP se negociaban individualmente, como acuerdos de una sola vez. La mayor parte de esta actividad empezó a inicios de la década de 1990 en el Reino Unido.

## En países específicos

### Australia
Numerosos gobiernos de los estados australianos han adoptado programas sistemáticos basados en el PFI. El primero, y modelo para la mayoría de los otros es Asociaciones Victoria.[cita requerida] El ferrocarril al aeropuerto en Sídney, el túnel para cruzar la ciudad y el que cruza la bahía se han llevado a cabo mediante APP. También la remodelación de la Estación Sur de Melbourne y el hospital Robina de Queensland.

### Brasil
Medidas recientemente adoptadas en Brasil han reforzado la importancia de las APP en la agenda política. La Ley 13.334, del 16 de septiembre de 2016 consolida el concepto de “acuerdos de asociación” con el fin de abarcar a todas las formas de acuerdos contractuales entre el Gobierno y el sector privado para la ejecución de empresas públicas, independientemente de si han sido o no concesionadas. Este nuevo proyecto de ley también ha abierto las puertas al amplio concepto de las APP.

### Canadá
El Gobierno federal conservador de Stephen Harper plasmó su compromiso con las APP en la creación en 2009 de la empresa pública P3 Canada Inc. Las vanguardias canadienses de las APP han sido organizaciones provinciales, apoyadas por el Consejo Canadiense para APP establecido en 1993 (una organización patrocinada por sus miembros con representantes de los sectores público y privado). Como proponente del concepto de APP, este Consejo lleva a cabo investigación, publica sus hallazgos, facilita foros de discusión y patrocina una conferencia anual sobre temas relevantes, tanto nacionales como internacionales. Cada año el Consejo ensalza las APP exitosas a través de un programa de premios nacionales que se entregan en dicha conferencia.
En niveles administrativos inferiores se han empleado APP para grandes proyectos de infraestructuras de transporte como el sistema de autobuses Viva Rapid Transit o la autopista 407 de Ontario. En Canadá las APP prestan significativos servicios sociales y de infraestructuras. Se creó PPP Canada Inc. como corporación de la corona, con una junta de directores independiente que informa al Parlamento a través del Ministro de Hacienda. El mandato de PPP Canada Inc. es mejorar la prestación de servicios públicos dando a los contribuyentes mayor valor, puntualidad (en el sentido, también, de terminar una infraestructura en plazo) y rendición de cuentas. Empezó sus operaciones en 2009 con el nombramiento de un miembro de la junta de directores y un director ejecutivo.
En la Columbia Británica existe una variedad de modalidades de APP gracias a los esfuerzos de Partnerships BC, una empresa totalmente pública registrada de acuerdo con la ley de corporaciones empresariales cuyo accionista es el Ministerio de Hacienda. Entre sus proyectos están el ferrocarril elevado Canada Line, el hospital y centro anticáncer Abbotsford, y la autopista del mar al cielo (Sea-to-Sky Highway).
En Quebec las APP llevan el hospital universitario McGill, la ampliación oeste de la Autopista 30 y el hospital de investigación de la Universidad de Montreal.

### China
El Ayuntamiento de Shantou firmó una APP de 50 millardos de yuanes con CITIC Group para desarrollar un gran proyecto de desarrollo urbanístico en un área de 168 kilómetros cuadrados al sur del distrito central de negocios de la ciudad. El proyecto, bautizado Nueva Ciudad Costera de Shantou, incluye construcción residencial, infraestructuras (entre ellas un túnel que cruza la bahía) y desarrollo industrial. Pretende convertirse en una plataforma empresarial, cultural y de ocio en el este de Guangdong.

### El Salvador
Tras una fuerte contestación social, la ley de 2012 excluye de las APP a la atención sanitaria pública, la educación, el agua, la seguridad pública y las prisiones. Obliga a establecer una auditoría para sancionar a las empresas que no consigan cumplir lo estipulado en los contratos. Y exige que todos los contratos de más de 10 millones de $ se presenten en el Parlamento antes de ser firmados.

### España
En un informe del Banco Interamericano de Desarrollo se recoge que en España existen APP desde tiempos muy anteriores a que en el Reino Unido se empezara a usar este concepto. La figura de la concesión, la manifestación contractual más común de las APP, estaba desarrollada en España y en muchos otros países de tradición administrativista. Existen ejemplos concretos de infraestructuras públicas del imperio romano que fueron construidas y gestionadas por capitales privados en la península ibérica. Pero en un sentido moderno las APP se introducen en España con la Instrucción de Obras Públicas de 10 de octubre de 1845. De 1998 a 2008 esta fórmula se ha empleado profusamente en España: se han adjudicado casi 50 proyectos de carreteras.
En enero de 2012 el gobierno de Mariano Rajoy anunció que se haría cargo de las carreteras que habían quebrado como parte de esos APP/PPP (la denominación europea, argentina y mundial varía: la sustancia es la misma). Según el gobierno, el costo de ese rescate sería de entre 2000 y 4500 millones de euros para el Estado español que debería desembolsar en concepto de la Responsabilidad Patrimonial de las Administraciones Públicas.

### Estados Unidos
Los estados de Oregón, Washington y la Columbia Británica lanzaron en 2012 el Mercado de Infraestructuras de la Costa Oeste, una plataforma de cooperación interestatal que realiza estudios de viabilidad económica sobre proyectos de infraestructura seleccionados y conecta a los inversores privados con oportunidades de infraestructura pública. Esta plataforma pretende reemplazar los enfoques tradicionales para la financiación de la infraestructura y el desarrollo del territorio con "infraestructuras basadas en el desempeño", que son financiadas, a ser posible, con su tasa interna de retorno (TIR) en vez de con los dólares de los impuestos, y evaluadas según su ciclo de vida y sus impactos sociales, ecológicos y económicos, en vez del añadido que suponen a la capacidad de producción y el coste de capital.
El Reto del Guardián de mi Hermano (frase bíblica), que apoya a los líderes cívicos de la comunidad negra para que cuiden de sus jóvenes, es otro ejemplo de APP.
En Nueva York, durante el mandato del influyente planificador Robert Moses (1933-1970) proliferaron las APP. En esa ciudad llevan el nombre de "Autoridad de...", por ejemplo la Autoridad del puente y el túnel de Triborough, la Autoridad de la autopista Henry Hudson y la Autoridad del Puerto (pero cuando en otras partes del este artículo se habla de autoridades, se está refiriendo al sector público, a la administración pública en sus niveles nacional, subnacional o municipal). Moses manipuló estas APP, ya buscando su éxito, ya su fracaso, para ganar poder político.
San Diego (California) ha llegado a numerosos acuerdos APP. En realidad «San Diego ha utilizado las APP más extensamente y, con el parque Petco, a una escala mayor de lo normal en otras ciudades». Una explicación para esta propensión es que «...los residentes rehúsan ponerse impuestos para pagar los servicios públicos y prefieren que los lleven entidades privadas...» «...los impuestos se reparten con funciones lineales de los valores catastrales..., las jurisdicciones tienen un incentivo para tratar de excluir a los que tendrían valores catastrales por debajo del promedio. El incentivo lleva a las políticas locales a lotes mínimos, restricciones a los edificios de múltiples viviendas y normas de construcción restrictivas.. Un coste social de estas políticas es una reducción en las oportunidades de vivienda para familias de ingresos medios y bajos».

### India
El Gobierno define las APP como «una asociación entre una entidad del sector público (representante de la autoridad) y una entidad del sector privado (una empresa constituida en la que el 51 % o más del capital pertenece a la parte privada) para la creación o gestión de infraestructuras con un propósito público durante un período de tiempo especificado (plazo de concesión) en términos comerciales y en el cual la parte privada se ha seleccionado a través de un sistema de aprovisionamiento abierto y transparente».
El Gobierno ha estimado una inversión de 320 millardos de dólares norteamericanos ($) en su décimo plan. Los grandes proyectos de infraestructuras en el estado de Maharashtra (más del 50 %) se basan en el modelo APP. Desde el año 2000, otros estados como Karnataka, Madhya Pradesh, Guyarat y Tamil Nadu han adoptado también este modelo. Los proyectos de carreteras suponen el 53,4 % del número de proyectos y el 46 % del importe. Los puertos van en segundo lugar con el 8 % del número de proyectos y el 21 % del importe. Otros sectores como la energía, regadío, telecomunicaciones, suministro de agua y aeropuertos han cobrado impulso a través del modelo APP. Se esperaba que la inversión en estos sectores durante 2011 alcanzara las 20 271 690 000 000 rupias (de acuerdo con el índice de precios 2006-2007).
En la India las APP han cosechado notables éxitos en el desarrollo de infraestructuras, particularmente carreteras, bajo la Autoridad Nacional de Autopistas. También en nutrición, con el programa para comer a mediodía llevado por la Fundación Aksaya Patra. Sin embargo, un informe de 2013 de la Oficina de Naciones Unidas contra la Droga y el Delito (ONUDD)«Los proyectos de Asociaciones Público-Privadas o APP en carreteras y sectores energéticos de India son proclives a la corrupción, y a la evasión de capitales por parte de los inversores privados, debido a que el Gobierno emerge como la mayor amenaza.»

### Japón
Desde la década que comenzó en 1981, el llamado literalmente en japonés "tercer sector" [第三セクター|daisan sekutā] se refiere a sociedades de economía mixta. Esto puede producir confusión, ya que este término es un falso amigo: en español "tercer sector" significa «sector de la economía, a medio camino entre el sector privado y el sector público, que incluye a cooperativas, empresas de trabajo asociado, sociedades Laborales, organizaciones no lucrativas, asociaciones caritativas y mutuas o mutualidades», mientras que en inglés "third sector" engloba tanto al sector voluntario como a las APP.
En los ferrocarriles japoneses, una "línea tercer sector" es una línea corta o una red operada por una empresa pequeña juntamente con un ayuntamiento e intereses privados más pequeños. Las líneas tercer sector son generalmente líneas que pertenecieron a Japan Railways o a los Ferrocarriles Nacionales Japoneses y han sido segregadas de estas grandes compañías.

### Filipinas
El Gobierno mantiene una lista en Internet de proyectos APP La categoría de la Wikipedia inglesa sobre propuestas de infraestructuras de transporte en Filipinas contiene enlaces a una veintena de páginas con carreteras, aeropuertos o puentes.
La ley filipina de construir-operar-transferir (BOT por sus siglas en inglés) aprobada el 5 de mayo de 1994 y modificada en 2012 regula las APP.

### México
El antecedente de las APP son los Pidiregas (Proyecto de Inversión de Infraestructura Productiva con Registro Diferido en el Gasto Público), utilizados para el desarrollo de infraestructura pública por medio de la participación de la iniciativa privada en las paraestatales Comisión Federal de Electricidad (CFE) y Petróleos Mexicanos (PEMEX). Fue en el gobierno del Presidente Vicente Fox que las alianzas público-privadas se impulsaron para el desarrollo de otro tipo de infraestructura como la construcción de hospitales. Posteriormente comenzaron a utilizarse para el desarrollo de infraestructura carretera. Bajo el gobierno del Presidente Felipe Calderón Hinojosa, las APP fueron impulsadas de manera más profunda para la generación y provisión de bienes y servicios públicos. Fue hasta 2012 que Calderón Hinojosa envió al Congreso de la Unión la Ley de Asociaciones Público-Privadas, misma que fue aprobada.

### Puerto Rico
En la página de la Wikipedia inglesa sobre APP en Puerto Rico existe la siguiente lista, incompleta:
| Nombre en inglés                       | Nombre en español                         | Situación               | Sector                        |
| Aerostar Airport Holdings              | Aerostar                                  | en desarrollo           | transporte                    |
| Aqueducts and Sewers Authority         | Autoridad de Acueductos y Alcantarillados | en investigación        | empresa de servicios públicos |
| Electric Power Authority               | Autoridad de Energía Eléctrica            | en investigación        | empresa de servicios públicos |
| Luis Muñoz Marín International Airport | Aeropuerto Internacional Luis Muñoz Marín | en espera de aprobación | transporte                    |
| Metro Highways                         | Metropistas                               | en funcionamiento       | transporte                    |
| New Beginnings                         | Nuevo Comienzo                            | en investigación        | programas sociales            |
| Puerto Rico Expressways                | Autopistas de Puerto Rico                 | en funcionamiento       | transporte                    |
| Schools for the 21st Century           | Escuelas del Siglo 21                     | en desarrollo           | educación                     |

### Reino Unido
En 1992 el Gobierno conservador de John Major introdujo el PFI, el primer programa sistemático para fomentar las APP. El programa de 1992 se centraba en reducir el déficit público, aunque, como se ha expuesto más arriba, el efecto de una APP en las cuentas públicas puede ser ilusorio (dependiendo del tipo de la APP elegida y de su desempeño: una APP para una autopista de peaje con mucha circulación puede suponer pingües ingresos para las arcas públicas, por los impuestos que se cobren sobre los beneficios de la empresa, mientras que el rescate de una APP fracasada puede suponer un grave quebranto al erario). El Gobierno laborista de Tony Blair, elegido en 1997, amplió la iniciativa PFI, pero intentó cambiar el foco al valor por dinero, principalmente a través de un apropiado reparto de los riesgos. Sin embargo, desde entonces se ha comprobado que muchos programas se pasaron enormemente de presupuesto y no han aportado al contribuyente valor por su dinero. Incluso costó más cancelar algunos proyectos que completarlos.
En el Reino Unido dos tercios de la APP del Metro de Londres volvieron a la gestión pública en 2007 después de solo 4 años y medio a un coste estimado de 2 millardos de libras esterlinas (£). El entonces alcalde de Londres, Boris Johnson calificó los hechos de «intento de robo en pleno día». El tercio restante volvió a manos públicas en 2010 después de 7 años y medio a un precio de compra de 310 millones de £. El Gobierno pagó a asesores 180 millones de £ por estructurar, negociar y poner en marcha la APP. Los ganadores de la licitación reembolsaron al Gobierno 275 millones de £.
El contrato a 30 años para la remodelación del Ministerio de Defensa en Londres proporcionó unos ahorros estimados de solo 100 000 £ respecto a los 746,2 millones de £ que habría costado con gestión totalmente pública. La refinanciación de la prisión de Fazakerley (Altcourse) mediante un contrato PFI después de que se completara la construcción proporcionó un beneficio del 81 % al operador privado. El Servicio Nacional de Control Aéreo vio el 51 % del tráfico aéreo británico transferido al sector privado; sin embargo, a consecuencia del descenso del tráfico aéreo tras los Atentados del 11 de septiembre de 2001, el Gobierno y BAA Limited invirtieron cada uno 65 millones de £ en el operador del sector privado en 2003.
El trust South London Healthcare poseía tres hospitales con modelos de IFP, y fue declarado en quiebra por el Gobierno. Uno de ellos, en Greenwich, reveló que los costes de capital ascendieron al 11,3 % del total de su presupuesto –casi el doble de la asignación del Gobierno para estos costes. Un informe elaborado por la Autoridad Sanitaria Estratégica advirtió que otros trusts locales que estaban en una situación similar «contraerían recurrentes déficits de [ingresos/gastos] y de flujo de efectivo, aunque funcionaran tan eficientemente como la media del trust de hospitales en Inglaterra. Una alta proporción de sus déficits estructurales de [ingresos/gastos] y de flujo de efectivo se atribuyen a este efecto». Los hospitales se vieron obligados a fusionarse con otros hospitales locales, los servicios se redujeron, el número de enfermeras y médicos disminuyó, y se recortaron los servicios de urgencias, lo que provocó masivas protestas locales.

### Rusia
El primer intento para introducir las APP en Rusia se hizo en San Petersburgo (Ley 627-100 del 25 de diciembre de 2006, «Sobre la participación de San Petersburgo en asociaciones público privadas».
Hoy hay leyes especiales sobre APP en 69 miembros de la Federación Rusa, pero la mayor parte de ellas son solamente declaraciones. Además las APP en Rusia están reguladas por la ley federal 115-FZ del 21 de julio de 2005 «Sobre acuerdos concesionales»  y la ley federal 94-FZ del 21 de julio de 2005 «Sobre el aprovisionamiento de bienes, obras y servicios por el Estado y los ayuntamientos». En cierta forma las APP también están reguladas por la ley federal №116-FZ del 22 de julio de 2005 «Sobre zonas económicas especiales» (en términos de ventajas empresariales en territorios especiales—en sentido amplio es una variación de APP).
Sin embargo toda la normativa citada no cubre todas las posibles formas de APP.
En febrero de 2013 un grupo de expertos calificó a los miembros de la Federación Rusa de acuerdo a su preparación para llevar a cabo proyectos mediante APP. La región más desarrollada es San Petersburgo, con una calificación de 7,8; la menos, Chukotka, con 0.
Hacia 2013 había casi 300 APP en Rusia.

## Crecimiento y declive
De 1990 a 2009 se firmaron en la Unión Europea cerca de 1 400 acuerdos APP, por un importe de aproximadamente 260 millardos de euros (€) Desde el inicio de la crisis financiera de 2008, las estimaciones sugieren que el número de acuerdos APP alcanzados ha caído más del 40 %.
Una comunicación de la Comisión Europea sobre APP considera las inversiones en infraestructuras públicas como un medio importante de mantener la actividad económica. Como resultado del significativo papel que las APP han adoptado en la provisión de infraestructuras públicas, además de la complejidad de estas transacciones, se creó, con el apoyo del Banco Europeo de Inversiones, el Centro Europeo de Expertos en APP (EPEC por sus siglas en inglés) para apoyar la capacidad del sector público para establecer APP y abordar problemas que para este tipo de contratos se dan en toda Europa.
En una encuesta de 2007 los gestores municipales estadounidenses citaron mayoritariamente dos motivos para servirse de las APP: reducción de costes (86,7 % de los encuestados) y restricciones presupuestarias (50,3 %). Ninguno de los otros motivos por los que se preguntó superó el 16 %. Sin embargo, en la encuesta de 2012, el 69 % de los encuestados citó la necesidad de mejores procesos; el 77 %, la construcción de relaciones con el sector privado; el 81 %, que daban mejor resultado; el 84 %, el apalancamiento de recursos; y el 86 %, que la provisión de servicios mediante APP es lo correcto. Entre los encuestados, la provisión de servicios públicos mediante APP alcanzó su máximo (el 18 %) en 1977 y ha descendido desde entonces. La forma más común de provisión compartida de servicios son los acuerdos entre administraciones, que crecieron del 17 % en 2002 al 20 % en 2007. «Al mismo tiempo, aproximadamente el 22 % de los ayuntamientos encuestados indicaron que habían remunicipalizado al menos un servicio que antes prestaban mediante PPP».

## Controversia
El fenómeno APP es controvertido. La falta de consenso sobre qué es una APP complica el proceso de evaluar si ha tenido éxito. Los resultados de fórmulas APP en términos de valor por dinero (VpD) y eficiencia a menudo no están disponibles o, cuando lo están, son mixtos. De acuerdo con un informe del Banco Interamericano de Desarrollo sobre APP, «los estudios que han buscado establecer recomendaciones globales sobre las APP no han sido exitosos, ya que les ha sido imposible establecer de manera cierta que las APP generan mayor VpD que el modelo tradicional». Consciente de estos problemas, el Banco Mundial publicó en 2015 un marco para la publicación proactiva (antes de que nadie la pida) de información sobre los contratos APP que se realicen, acompañado de estudios jurisdiccionales y de casos de éxito.
De acuerdo con Weimer y Vining, «Una APP típicamente supone que una entidad privada financie, construya o gestione un proyecto a cambio de la promesa de una corriente de pagos directos de la Administración pública o indirectos de los usuarios durante toda la vida del proyecto o algún otro período de tiempo especificado». Como las APP son directamente responsables de una variedad de actividades, Weimer y Vining indican que comportamientos de búsqueda de rentas pueden hacer que evolucionen hacia monopolios.
Así como algunos proyectos APP se han realizado sin incidencias, otros han sido enormemente controvertidos. Un problema común con las APP es que los inversores privados obtienen unos rendimientos superiores a los bonos del Estado incluso cuando la mayoría de los riesgos de ingresos, o todos, son asumidos por la parte pública.
Un informe de 2008 de la consultora PriceWaterhouseCoopers aducía que la comparación en los tipos de interés a los que se presta al sector público y al sector privado no es justa, porque hay «restricciones al endeudamiento público», lo que puede implicar que este endeudamiento es demasiado alto, y de este modo los proyectos PFI pueden ser beneficiosos al no incrementar directamente el déficit.
Numerosos estudios australianos sobre iniciativas tempranas para fomentar la inversión privada en infraestructuras concluyeron que, en la mayoría de los casos, las propuestas de APP eran inferiores al modelo tradicional de contratación pública basado en la licitación pública competitiva de infraestructuras públicas. En 2009 el Tesoro neozelandés, como respuesta a las preguntas del Gobierno del Nuevo Partido Nacional Neozelandés, publicó un informe sobre APP que concluía que «hay poca evidencia empírica fiable sobre los costes y beneficios de las APP» y que hay «otras formas de obtener financiación del sector privado», así como que «las ventajas de las APP deben sopesarse teniendo en cuenta las complejidades contractuales y las rigideces que suponen».
Una respuesta a estos hallazgos negativos fue el desarrollo de procedimientos formales para la valoración de APP centrados en valor por dinero más que en reducción de la deuda pública. Subyacía un marco donde se lograba valor por dinero a través de un apropiado reparto de los riesgos. Estos procedimientos se incorporaron en la iniciativa de financiación privada y sus contrapartes australianas desde finales de la década que empezó en 1991. Otro modelo que se trató fue la APP comunitaria (APPC), en la que los sectores público y privado trabajan por el bienestar de la comunidad, desplazando el enfoque del sector privado en el beneficio. Este modelo se está aplicando en países en desarrollo como la India.
Clarence N. Stone tilda las APP de «coaliciones gobernantes». Analizando los regímenes políticos que gobernaron Atlanta de 1946 a 1988, señala las corrientes cruzadas en la formación de coaliciones. Las coaliciones de gobierno se revelan susceptibles de numerosos problemas, principalmente la corrupción y los conflictos de interés. Esta pendiente resbaladiza se crea por la insuficiente supervisión. La corrupción y los conflictos de intereses llevan a comportamientos oportunistas que perjudican el interés público. Otros costes relacionados con las APP son costes de producción y negociación.
Debe tenerse siempre en cuenta que los casos en que una APP vaya mal producirán insatisfacción en los usuarios del servicio y probablemente llegarán a los medios de comunicación, mientras que los casos en que vaya bien, los usuarios ni se enterarán de que el servicio se presta mediante APP. Este sesgo informativo puede predisponer a algunas personas contra las APP. Las diversas páginas que pretenden fomentar las APP, patrocinadas por las empresas privadas que realizan este tipo de acuerdos, tampoco facilitan datos de números de APP que han ido bien, las que han ido mal, los importes de dinero que suponen ni los sectores donde se ubican.

## Ventajas e inconvenientes de recurrir a una APP frente al modelo tradicional de gestión totalmente pública

### Ventajas
- No aumentan la deuda pública, lo que permite a autoridades públicas con restricciones de endeudamiento prestar nuevos servicios o mejorar los existentes.[cita requerida]
- Pueden reducirse los costes del servicio.
- Pueden ser una vía para introducir eficiencia e innovación[76]
- Pueden ayudar a desarrollar la capacidad[76] de las empresas privadas nacionales, diversificando así la economía.

### Inconvenientes
- Se produce una pérdida de transparencia.
- Pueden incrementarse los costes del servicio: en 2004, teniendo en cuenta todos los demás factores, el precio[15] del agua en las localidades francesas que la suministraban mediante APP era un 16,6 % más elevado que donde lo hacían empresas municipales.
- Puede reducirse la calidad del servicio.
- Pueden aumentar los plazos de ejecución (caso de la autopista de Trakia, Bulgaria, o el tren de cercanías de Navalcarnero,[77] España, que estaba previsto acabar en 2013 y que en 2017 sigue sin terminar y con un pleito millonario).
- Pueden favorecer la corrupción.[78]
- Pueden suscitar oposición pública y protestas: el alcalde de Farum (Dinamarca), contrató[15] los servicios de guardería con la empresa ISS Servisystem, lo que condujo a una avalancha de quejas de los padres y a la rescisión de los contratos en el año 2001.
- Se da prioridad a proyectos de los que se espera una rentabilidad, frente a otros que pueden propiciar un mayor desarrollo.
- Pueden coartar las opciones de los poderes públicos: una APP construyó[15] en 1995 una autopista de peaje en el condado de Orange, California. Con el correr de los años, otras autopistas de la zona quedaron saturadas. Las autoridades se plantearon ampliarlas, pero la APP consideró que eso podría reducir sus beneficios y se opuso judicialmente. Hubo que remunicipalizar la autopista, a un precio 50 % superior al de construcción.
- Pueden empeorar las condiciones de los trabajadores que prestan el servicio.
- Pueden reducir la competencia,[15] porque es más complejo elaborar ofertas de APP y solo las grandes empresas tienen capacidad para ello.
- Suponen mayores costes de transacción (licitación, negociación y seguimiento), lo que añade al precio entre un 10 y un 20 %.[15]
- La financiación sale más cara[76]
- Es difícil prever[76] todas las contingencias que pueden surgir durante el largo tiempo que suele durar la APP.

La aparente contradicción entre estas listas de ventajas e inconvenientes (se recoge como ventaja que la APP puede reducir el coste, y como inconveniente, que puede incrementarlo), se explica porque se han dado ambos casos. La APP puede ser positiva si el contrato es justo y equilibrado, si todos los implicados son honrados y capaces, y si se cumplen las previsiones de construcción y número de usuarios. En cambio, si el contrato es desequilibrado, si hay corrupción o si el número real de usuarios del servicio es inferior a las previsiones, la APP puede ser negativa. Como ejemplo de desequilibrio, el convenio entre España y la empresa Abertis sobre la autopista AP-7 incluía una cláusula que implicaba «la desaparición del riesgo» para la empresa: si caía el tráfico, sería el Estado el que asumiría la pérdida de ingresos. Como resultado una sentencia ordenó el pago a la concesionaria de 1 494 millones de euros.
Un estudio mundial reveló que en el 90 % de los proyectos de carreteras y ferrocarriles, los costes reales terminan siendo muy superiores a los previstos en las licitaciones iniciales, y que la demanda real es inferior a las previsiones. El Banco Mundial recoge que en 52 proyectos de carreteras de peaje en México, solo 5 alcanzaron o superaron las previsiones de tráfico. El Gobierno de México tuvo que asumir 7,6 millardos de $ de deuda y los accionistas de las empresas perdieron otros 3 millardos de $.

## Fases de un proceso APP sin incidencias
- Consideración de que la implantación o mejora (incluida la reducción de costes) de un servicio público puede hacerse mediante APP.
- Estudio comparativo del modelo tradicional y las posibilidades APP.
- Decisión, tras recomendarlo un estudio cuidadoso y objetivo, de proveer el servicio mediante APP y redacción de los pliegos de condiciones.
- Licitación pública abierta, competitiva y transparente.
- Adjudicación de la APP.
- Negociación posterior de los últimos detalles.
- Comienzo y continuación de la prestación del servicio mediante APP.
- Evaluación (por parte del sector público) periódica (normalmente anual) del desempeño de la APP.
- Finalización de la APP en el plazo previsto en el acuerdo.
- Prórroga del contrato, o nueva licitación, o retorno del servicio a la gestión totalmente pública.

## Incidencias que pueden darse
- Surgimiento de imprevistos (por ejemplo, expropiaciones mucho más caras de lo que se había pensado, muchos menos usuarios de los estimados, etc.) que hagan inviable el acuerdo en sus términos iniciales y lleven a una renegociación de lo pactado o a una resolución del contrato.
- Quiebra de la APP.
- Protestas de los usuarios por el encarecimiento o el empeoramiento del servicio.
- El sector público rescinde prematuramente el acuerdo por el mal desempeño de la APP, frecuentemente acompañado de protestas ciudadanas.
- Corrupción.

## Recomendaciones para que una APP tenga éxito
Diversas fuentes,,,, entre ellas el Banco Mundial enumeran los factores para que una APP tenga éxito. En muchos casos más de una fuente coincide en dar el mismo consejo, y en otros casos los consejos vienen de una sola fuente, pero no son contradictorios entre sí, sino que completan los aspectos que se deben tener en cuenta.

### Recomendaciones en las que coincide más de una fuente
- Experiencia de la Administración en APP y cómo se desarrollan, mantienen y terminan. Esto es especialmente relevante para los gobiernos locales y subnacionales que dependen fuertemente de APP para proporcionar servicios públicos.[84] Muchas APP pueden cancelarse imprevistamente por cuestiones de confianza y cooperación durante el proceso de puesta en práctica del contrato. Estas cuestiones pueden evitarse si la APP tiene una guía inicial sobre lo que debe hacer y lo que no.[85]
- Legislación y jurisprudencia que respalde las APP y específicamente el tipo de acuerdo que se elija.
- Planificación detallada, amplia y fiable que prevea todos los aspectos del proyecto, incluido un calendario detallado de actuaciones,[84] y en la que se justifique objetivamente que la APP es la opción más adecuada. Dentro de la planificación son fundamentales los análisis fiables de tráficos futuros, contribuciones públicas y disposición de los usuarios a pagar los costes.
- Acuerdo inicial entre los constituyentes de la APP sobre las herramientas, modelos, métodos, e incluso las unidades de medida que se usarán a lo largo de todo el proceso.
- Comunicación a los ciudadanos de la decisión de prestar el servicio mediante APP y exposición de las ventajas que supone.
- Licitación pública abierta, competitiva y transparente.
- Contrato que reparta los riesgos y beneficios de manera justa y equilibrada.
- Estricta evaluación anual, realizada por el sector público, del desempeño de la APP, y aplicación efectiva de las sanciones previstas en el contrato en caso de incumplimientos.
- Publicación anual en Internet de esta evaluación en cuanto se termine.

### Recomendaciones de una sola fuente
- Creación de un mecanismo formal de control.[86]
- Asegurar que cualquier diferencia se abordará con negociaciones.[86]
- Previsión de un procedimiento para la resolución anticipada del contrato.[86]
- Asignar especialistas en comunicación, resolución de conflictos, negociación y análisis de políticas.[87]
- Confianza y respeto técnicos e institucionales.
- Apoyo político a largo plazo.
- Reglas y contingencias contractuales claras.
- Experiencia específica de la parte privada en la prestación del servicio.
- Dar tiempo a los socios para que se conozcan, trabajen juntos y surja la confianza.
- Plantearse objetivos claros y alcanzables.
- Esfuerzo permanente de gestión y coordinación.
- Plazos de contratos no demasiado largos (pero suficientes para que el sector privado extraiga de sus inversiones una rentabilidad mayor que la renta fija) y no renovables.

## Riesgos a los que se puede enfrentar una APP
- Riesgo de construcción:[88] surgen dificultades de construcción imprevistas (por ejemplo, el terreno es más blando de lo que se pensaba, lo que exige costes suplementarios en cimentación). Un tipo especial de riesgo de construcción es el riesgo arqueológico:[89] se encuentran restos y la obra se paraliza hasta que son evaluados; en algunos casos, el valor de los restos puede llevar al abandono del proyecto.
- Riesgos técnicos:[90] por ejemplo los trabajos, de larga duración, empiezan con una determinada tecnología, que antes de terminar las obras queda obsoleta.
- Riesgo de proyecto:[88] la Administración introduce cambios en los planes originales.
- Riesgo de expropiaciones:[88] las expropiaciones cuestan mucho más de lo que se había pronosticado o se atascan judicialmente.
- Riesgo de demanda:[88] el número real de usuarios es sustancialmente inferior al previsto.
- Riesgo de disponibilidad:[91] cuando la APP cobra, no por el uso efectivo del servicio (demanda), sino por tenerlo disponible, se da el riesgo de disponibilidad; por ejemplo una carretera construida en una zona de fuertes nevadas que, si se producen y no se limpian, obstruyen la carretera y hacen que no puedan transitar vehículos.
- Riesgos operativos:[90] por ejemplo no se contrata a unos gestores eficaces, lo que ocasiona sobrecostes.
- Riesgo de renegociación:[88] en la renegociación pueden acordarse unos términos lesivos para el interés público, o a la inversa, que la parte privada encuentre inasumibles. En Latinoamérica se renegociaron[90] el 70 % de los contratos APP suscritos de 1997 a 2017, así como el 92 % de los relacionados con el agua.
- Riesgo político:[88] tras unas elecciones, la nueva Administración puede oponerse a una APP acordada con sus antecesores.
- Riesgo comercial:[89] en general, cuando una empresa suministra un bien (producto o servicio) a cambio de un precio, se entiende como riesgo comercial el que no se le pague.[92] En el caso de una APP, los pagos se le pueden demorar por indisponibilidad presupuestaria de la administración pública que debe efectuarlos, o al surgir profundas diferencias sobre el proyecto.
- Riesgo judicial:[89] se produce una decisión judicial que paraliza, limita o dificulta las obras.
- Riesgo de corrupción:[88] como otros métodos de aprovisionamiento, la APP puede verse afectada por fraude.
- Riesgo normativo:[90] por ejemplo, las normas de retribución de una línea eléctrica pueden cambiar durante su construcción, haciéndola económicamente inviable.
- Riesgo de incumplimiento:[90] la construcción puede verse paralizada porque incumple normas que no se habían tenido en cuenta.
- Riesgos ambientales:[90] se causan daños imprevistos al medio ambiente, que deben repararse.
- Riesgos sociales:[90] la APP halla una fuerte contestación social que encarece o dificulta sus actividades.
- Riesgo financiero:[90] por ejemplo, antes de empezar los trabajos, no se consigue cerrar la financiación, o después de terminadas las obras no se alcanza el nivel de ingresos previsto, y los bancos retiran o encarecen la financiación.
- Fuerza mayor:[89] un acontecimiento improbable, por ejemplo unas graves inundaciones, paraliza el proyecto o destruye lo realizado hasta el momento. En general el proyecto puede protegerse de este riesgo con los seguros adecuados.

## Retos y barreras
El número de APP se ha visto grandemente incrementado durante los últimos años, debido en parte a que las autoridades públicas traspasan a entidades sin ánimo de lucro la prestación de servicios públicos. Entrar en una APP puede ser tanto enriquecedor como destructivo, si no se hace con cuidado y formación. Las APP necesitan de equilibrio entre las partes, así como un mantenimiento continuo. Si una organización entra en ellas a la ligera puede esperar fallos en varias áreas que arrastren a la APP a uno de tantos fracasos que se han dado.
1. Flexibilidad entre las partes durante el proceso. Si una de las partes piensa que está perdiendo el control, puede impulsar la adopción de más normas en vez de ser flexible y mediar.[86]
2. Plazos: muchos de los objetivos de las entidades sin ánimo de lucro solo pueden alcanzarse con compromisos a largo plazo. Las empresas, en cambio, se orientan hacia la rentabilidad a corto plazo. Finalmente las administraciones públicas dependen de calendarios electorales y pueden cambiar regularmente.[93]
3. Sincronización de objetivos: las partes pueden no estar centradas en los mismos aspectos, aunque piensen lo contrario.
4. Financiación: cuando las partes no se ponen de acuerdo en cómo financiar el proyecto, o no consiguen suficiente respaldo de entidades financieras, esto puede llevar a retrasos, gastos imprevistos e incluso cancelaciones.[86]
5. Rendición de cuentas: el alza de las APP lleva aparejada un alza en su responsabilidad. Si el sector público confía tareas a las APP, se vuelve difícil que también las haga responsables del cumplimiento de esas tareas.[84] Cuando no se establecen las responsabilidades al pie de la letra algunos gestores pueden "pasar al asiento de atrás", dejando a otros el puesto de conductor. Esto produce un desequilibrio del trabajo donde a veces no realizan la tarea los que tienen más habilidades. Este desequilibrio también puede producirse por fallos en la gestión, en la financiación o en la comunicación.[86] Un exceso de proyectos para una sola APP también puede dificultar la rendición de cuentas. Cuando hay demasiadas tareas el desempeño percibido suele quedar lejos de la perfección esperada.[86] Algunas partes pueden desempeñar indebidamente los papeles de otras, llegando a aprovecharse de ellas, si no se han definido exhaustivamente las responsabilidades. Esto puede llevar a desconfianza en la APP.[94]
6. Comunicación y entendimiento: es uno de los mayores riesgos. Cuando se entra en una APP multisectorial es difícil entenderse y colaborar porque cada sector habla un lenguaje distinto. Aspectos como la medida del desempeño, el progreso hacia los objetivos, la normativa aplicable y la naturaleza de la financiación pueden interpretarse diferentemente, interfiriendo así con la comunicación.
7. Autonomía dentro de la asociación: así como es importante trabajar en equipo, también es una fortaleza que uno de los miembros de la asociación sea capaz de trabajar en solitario sobre partes específicas del proyecto, y mantener cierto individualismo a lo largo de proceso. Esto está empezando a ocurrir con algunas APP en que la parte privada las posee pero la pública mantiene toda la responsabilidad. Esto mantiene separadas partes de la APP para que sea posible centrarse más en ellas.[95]
8. Conflictos: pueden surgir de los factores anteriormente citados, pero incluso temas o fuerzas externos pueden detener una APP. Aunque se entre con la mejor de las intenciones, incluso los asuntos más triviales pueden adquirir una dinámica de bola de nieve que lleve a paralizar la APP.[94] La falta de entendimiento o comunicación entre las partes puede causar conflictos por el uso del lenguaje, estereotipos, asunciones negativas y prejuicios. Estos conflictos pueden relacionarse con territorialismo, proteccionismo o una falta de compromiso con el asociado.[87]

## Sectores específicos

### Agua
Después de una ola de entrada de APP en los servicios públicos de agua durante la década que comenzó en 1991, principalmente en países en desarrollo, la experiencia no ha conseguido demostrar que la gestión hídrica pública sea mejor que la privada o mixta. En vez de menores precios, mayores inversiones y mejoras en el acceso del agua y saneamiento como se prometieron, los precios del agua son muy similares e incluso se han encarecido.
El paso a la gestión pública del servicio de agua en París no ha conseguido reducir las tarifas como se esperaba, de hecho ha sufrido un encarecimiento aunque es ligeramente inferior al de la media nacional según el Gobierno francés. En suma, dicha gestión pública afecta únicamente a 2 millones de habitantes. En el París metropolitano formado por 150 municipios y más de 10 millones de habitantes la prestación del servicio la sigue realizando un concesionario (Veolia). La promesa de reducir la tarifa del agua potable un 8% en París, en realidad no llegó al 3%, lo que se consiguió reduciendo de forma significativa el nivel de inversión que había realizado el anterior concesionario.
La gestión del contrato es un factor capital en la provisión de servicios compartidos, y los servicios que son más difíciles de seguir o reflejar con todo detalle en el lenguaje contractual a menudo permanecen en manos públicas. En la encuesta de 2007 a gestores municipales estadounidenses, lo que consideraron más difícil fue la operación y gestión de los hospitales, y lo que menos, la limpieza de las calles y aparcamientos. El estudio reveló que los ayuntamientos a menudo no siguen suficientemente los acuerdos colaborativos u otras formas de provisión de servicios: «Por ejemplo en 2002 solo el 47,3 % de los gestores que se servían de empresas privadas para proporcionar servicios informaron de que evaluaban dichos servicios. Hacia 2007 esta cifra había bajado al 45,4 %. La evaluación del desempeño se desprende de estas encuestas como una preocupación general y es frecuentemente criticada en los trabajos académicos sobre APP.»

### Servicios sanitarios

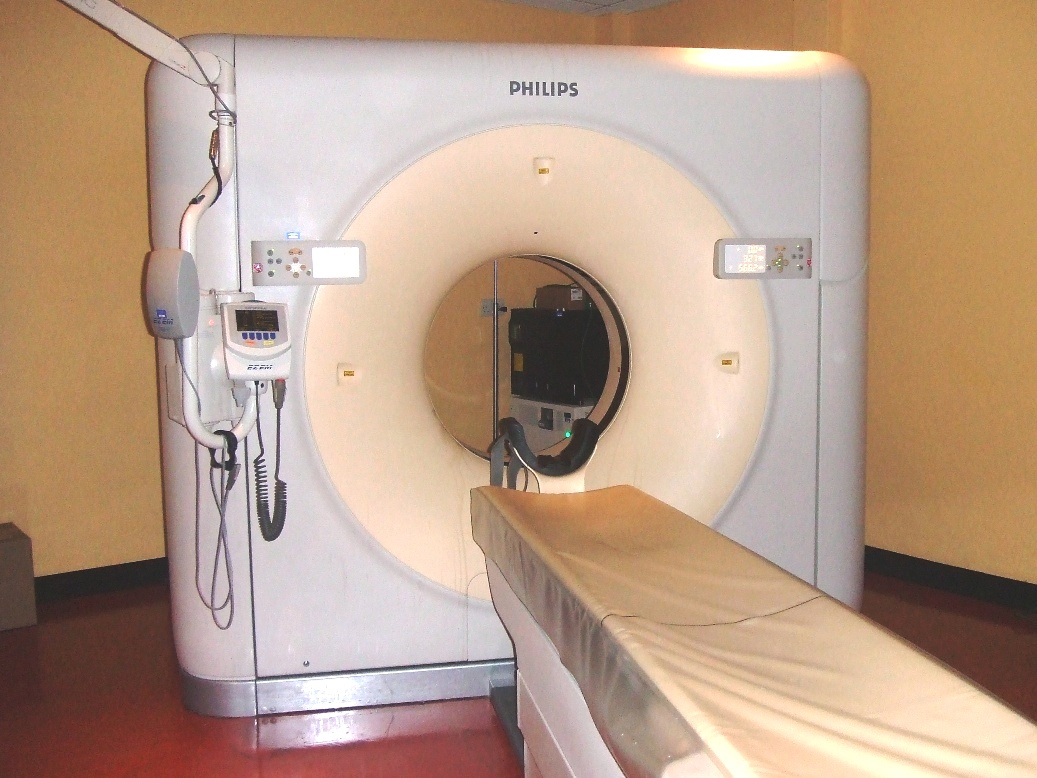
Máquina para realizar tomografías axiales computerizadas de pacientes

Una APP para asistencia sanitaria se puede describir como un contrato a largo plazo (típicamente de 15 a 30 años) entre una autoridad pública y una o más empresas privadas. El sector público proporciona su poder de compra, establece los objetivos de un sistema sanitario óptimo y permite al sector privado innovar, construir, mantener o gestionar el suministro de los servicios acordados mientras dura el contrato. Las empresas reciben un pago por su actividad y asumen notables riesgos financieros, técnicos y operativos, a la vez que se benefician de los potenciales ahorros de costes.
Los participantes de la parte privada tienen un interés permanente en trabajar juntos para proporcionar competencias clave en operaciones, tecnología, financiación y experiencia técnica. En una APP sanitaria pueden participar suministradores de hospitales, grupos de médicos, compañías tecnológicas, farmacéuticas, vendedoras de instrumental sanitario, aseguradoras médicas, gestores de instalaciones y empresas de construcción. Los financiadores pueden ser bancos, filántropos o fondos de pensiones.
Las APP han sido utilizadas para financiar infraestructuras sanitarias desde finales de la década que comenzó en 1991. A inicios de 2014 superaban en el mundo las 290, con el mayor número concentrado en el Reino Unido y Canadá. El precio de construcción de una infraestructura sanitaria por una APP es similar al del modelo tradicional de gestión totalmente pública (MT). En cambio el plazo de construcción se reduce a un tercio (99 meses con MT y solo 36 para APP). Un estudio de 2003 referido al Reino Unido halló que el 76 % de los hospitales construidos a través de APP se entregaron a tiempo, mientras que con el MT solo ocurrió en el 30 % de los casos. Otro estudio, de 2013 centrado en la Comunidad Valenciana (España) concluyó que el coste por paciente ingresado era entre el 12 y el 18 % inferior con la APP. Una comparación de la Oficina Europea de Servicios Sanitarios entre Madrid y Valencia estimó en 2011 que el costo sanitario por habitante con APP era entre un 20 y 25 % inferior que con el MT. Sin embargo, un consejero de sanidad sostiene que «En Reino Unido, donde el modelo de provisión privada está más extendido, son numerosas las referencias críticas por tratarse de un sistema más caro, debido a la necesidad de las empresas proveedoras de obtener beneficios; en el que rápidamente se produce una reducción en capacidad y en número de profesionales y que obtiene peores resultados de salud.»

### Asociaciones para el desarrollo de productos
Abreviadas ADP (siglas en inglés: PDP) son un tipo de APP para el desarrollo de medicamentos que traten enfermedades de los países en desarrollo. Incluyen medicina preventiva como vacunas y microbicidas, así como tratamientos para "enfermedades desatendidas" (por las grandes compañías farmacéuticas, que dedican a ellas pocos esfuerzos de investigación ya que, al afectar a pobres, el beneficio esperable resulta escaso). Las ADP se crearon por primera vez en la década que comenzó en 1991 con el fin de unir el compromiso del sector público para proporcionar salud pública internacional con las patentes farmacéuticas, la experiencia en el desarrollo de productos y la mercadotecnia del sector privado.
Las ADP trabajan para acelerar la investigación y el desarrollo de fármacos para poblaciones infrasuministradas que no son rentables para las empresas privadas. Pueden implicarse también en planes de ayuda para el acceso de los más necesitados a los productos que desarrollan. Finaciadas públicamente con los derechos de propiedad intelectual cedidos por las farmacéuticas para mercados específicos, las ADP pueden centrarse en sus misiones más que en preocuparse de recuperar los costes de tratamiento a través de la rentabilidad de los medicamentos que desarrollan. Estas organizaciones sin ánimo de lucro tienden un puente entre los intereses del sector público y los del privado, con la idea de superar las barreras de incentivos y financiación para aumentar la implicación de las farmacéuticas en el desarrollo de medicamentos seguros y eficaces.
Algunas ADP internacionales:
- La Iniciativa PATH de vacuna contra la malaria (MVI por sus siglas en inglés) es un programa mundial de PATH, organización internacional sin ánimo de lucro cuyo nombre actual corresponde a las siglas en inglés de su anterior denominación (Program for Appropriate Technology in Health). La MVI se fundó en 1999 para acelerar el desarrollo de la vacuna contra la malaria y asegurar su accesibilidad y disponibilidad en los países en desarrollo.
- La Asociación contra la Malaria (RBM por sus siglas en inglés) se fundó en 1998. RBM is el marco mundial para la acción coordinada contra la malaria. Contribuye al consenso entre los actores clave en el control de la malaria, armoniza la acción y recauda fondos para combatir la enfermedad en países donde es endémica.
- La Iniciativa Medicamentos para Enfermedades Olvidadas se fundó en 2003 como organización sin ánimo de lucro centrada en desarrollar nuevos tratamientos para estas enfermedades.
- La Fundación Mundial Aeras para la vacuna contra la tuberculosis se propone desarrollar una vacuna universalmente asequible, disponible y adoptada.
- La FIND Archivado el 23 de marzo de 2016 en Wayback Machine. es una organización con sede en Suiza centrada en desarrollar y distribuir nuevas herramientas de diagnóstico para enfermedades.
- La Gavi quiere salvar vidas infantiles y proteger la salud de las personas de menores ingresos mediante la distribución de vacunas.
- El Fondo mundial para la lucha contra el sida, la tuberculosis y la malaria es una organización con sede en Ginebra, conectada con la ONU, que se fundó en 2002 para incrementar enormemente la financiación mundial contra estas 3 pandemias.
- La Iniciativa Internacional para la Vacuna contra el Sida (IAVI por sus siglas en inglés) se fundó en 1996 para acelerar el desarrollo de una vacuna que previniera la infección por VIH. La IAVI es apoyada financieramente por países, organizaciones multilaterales, grandes instituciones privadas y particulares.
- La Asociación Internacional para los Microbicidas se fundó en 2002 y se dedica al desarrollo y disponibilidad de microbicidas eficaces y seguros con el fin de que los usen mujeres en países en desarrollo para prevenir la transmisión del sida.
- La Iniciativa Medicinas contra la Malaria (MMV por sus siglas en inglés), fundada en 1999 y también con sede en Ginebra, investiga, desarrolla y distribuye medicamentos contra esta enfermedad.
- La Alianza TB, financiada por organismos públicos y fundaciones privadas, se asocia con institutos de investigación y farmacéuticas para desarrollar nuevos tratamientos contra la tuberculosis que actúen más rápido y sean asequibles para los países en desarrollo.
- La Organización Mundial de la Salud (OMS), una agencia de la ONU, está colaborando desde hace algunos años con ONG, farmacéuticas y fundaciones como la Bill y Melinda Gates o la Rockefeller. Algunas de estas colaboraciones pueden considerarse APP mundiales (APPM). En 2012 el 15 % de los ingresos de la OMS procedieron de fundaciones privadas.[100]
- La asociación entre la ONU y la Fundación Vodafone para la Tecnología es un compromiso de 30 millones de $ a 5 años que se propone utilizar la potencia de los teléfonos móviles para apoyar y reforzar las tareas humanitarias en todo el mundo. Participan en la asociación la OMS, la empresa informática Magpi, la aseguradora Health Alliance Insurance, el Programa Mundial de Alimentos, Telecoms Sans Frontieres y la Oficina de Naciones Unidas para la Coordinación de Asuntos Humanitarios.

Otras APP centradas en proporcionar bienes públicos internacionales son:
- La Oficina de las Naciones Unidas para la Reducción del Riesgo de Desastres Archivado el 20 de marzo de 2017 en Wayback Machine., parte del Secretariado de las Naciones Unidas, cuyas funciones son aumentar la resiliencia, incrementar la capacidad de las autoridades para prevenir desastres y para gestionarlos, si ocurren, además de objetivos de sostenibilidad.[101]
- La asociación para mejorar la enseñanza y el aprendizaje en escuelas de Abu Dhabi, Emiratos Árabes Unidos.

## Financiación
Una motivación clave para que los poderes públicos recurran a las APP es la posibilidad de que aporten nuevas fuentes de financiación para infraestructura y servicios públicos. Es importante comprender los principales mecanismos de los proyectos de infraestructuras, los principales inversores en los países desarrollados, las fuentes de financiación (recursos limitados, deuda, acciones, etc.), la típica estructura financiera de un proyecto, y aspectos fundamentales de las transacciones para financiar proyectos. Un aspecto omnipresente en la financiación de proyectos es la naturaleza dual de los implicados: por un lado, accionistas de la APP, y por otro, sus proveedores de servicios. Algunos gobiernos utilizan un comparador del sector público para valorar los beneficios financieros de una APP y el nivel óptimo de implicación del sector privado.
Los riesgos deben asignarse y gestionarse para asegurar una financiación exitosa. La parte que mejor puede gestionar esos riesgos a menor coste no siempre es la privada. Sin embargo el mercado dispone de numerosos mecanismos para los patrocinadores de un proyecto, sus líderes y los gobiernos, con el fin de mitigar riesgos de proyectos: contratos de futuros, contratos de cobertura (hedge), seguros y otros productos específicos suministrados por instituciones financieras internacionales.

## Unidades centralizadas
El Banco Mundial (2007) afirma que los gobiernos tienden a crear unidades APP centralizadas como respuesta a la debilidad de los gobiernos centrales en el manejo de los programas APP. Las diferentes administraciones sufren distintos fallos institucionales en el aprovisionamiento mediante APP. Por tanto, si una administración determinada decide crear una unidad APP, la configurará específicamente para cubrir los fallos que tenga esa misma administración. Por ello las funciones, la dependencia orgánica y el alcance de estas unidades varían según los países, pero generalmente incluyen:
- Valoración de políticas y de la legislación nacional.
- Selección de los sectores donde se permitirán APP, así como los tipos de contratos que se admitirán.
- Aprobación o rechazo de proyectos APP, ya sea en la fase inicial o en la final.
- Aumento de capacidad del sector público a través de la formación en APP de los empleados públicos que van a diseñar los pliegos de condiciones, o supervisar el cumplimiento de los contratos. A este respecto, existe un programa internacional de formación, denominado CP3P, para enseñar a profesionales los fundamentos y la gestión de proyectos de infraestructura bajo contratos de tipo APP.[106]
- Promoción de las APP entre el sector privado.

El informe «Evaluación de los costes y beneficios de las unidades APP centralizadas», que trataba de evaluar la conveniencia o no de establecer estas unidades, halló que:
- Sin pruebas cuantitativas: hay muy pocas pruebas cuantitativas del valor de unidades de coordinación APP centralizadas comparadas con la gestión descentralizada de proyectos APP por ministerios o agencias estatales. La mayoría de los estudios disponibles sobre estas unidades tienden a centrarse en su papel y solo llevan a cabo breves análisis descriptivos de su valor.
- Autoridad limitada: la mayoría de las unidades APP examinadas en las investigaciones disponibles no desempeñan un papel particularmente importante en la aprobación o rechazo de programas APP. Aunque su consejo se emplea durante el proceso de toma de decisiones por otros cuerpos de la administración, la mayoría no tienen ningún poder ejecutivo para decidir por sí mismas. Por ello, cuando tienen más autoridad, su valor se considera mayor.
- Diferentes según país y sector: los gobiernos con debilidades específicas tienden a crear unidades APP que subsanen esas debilidades. Asimismo, los riesgos a los que se enfrentan las APP también varían según el país. Por ello las unidades APP deben ser diseñadas a medida, valorar adecuadamente los riesgos y elegirse bien su emplazamiento dentro de la estructura orgánica del Estado para reunir el máximo poder. Estas unidades pueden desempeñar papeles importantes en el proceso APP; sin embargo no todas las unidades APP desempeñarán los mismos papeles, pues sus funciones, como se ha dicho, han sido diseñadas a medida. En algunos casos los límites a su autoridad pueden coartar su eficacia.
- Valor implícito: la falta de datos incontestables no prueba que las unidades APP no contribuyan de manera importante al éxito del programa APP de un país. Aunque las investigaciones revisadas no muestran ventajas cuantitativas, hay una percepción extendida de la importancia de una unidad APP eficaz para el éxito del programa APP de un país, especialmente si se ha diseñado para solventar las debilidades específicas de ese país.[107]

El informe de la Internacional de Servicios Públicos considera que «Las unidades de APP constan invariablemente de ejecutivos del sector privado que poseen un interés particular en promover APP, generalmente a través de algunos funcionarios, inmersos dentro de los gobiernos.»
El Banco Mundial, en su Centro de Recursos para APP, da un mapa con los países donde existen estas unidades.